# ريان فريدريكس
ريان فريدريكس (بالإنجليزية: Ryan Fredericks؛ مواليد 10 أكتوبر 1992) لاعب كرة قدم إنجليزي يلعب مدافعًا لنادي بورنموث في الدوري الإنجليزي الممتاز.

## وصلات خارجية
ريان فريدريكس على موقع الاتحاد الأوربي (الإنجليزية)
- ريان فريدريكس على موقع قاعدة بيانات كرة القدم.إي يو (الإنجليزية)
- ريان فريدريكس على موقع Soccerbase.com (لاعب) (الإنجليزية)
- ريان فريدريكس على موقع Soccerway.com (الإنجليزية)
- ريان فريدريكس على موقع عالم كرة القدم.نت (الإنجليزية)
- ريان فريدريكس على موقع AS.com (الإسبانية)